# Ain't It Funny
Ain't It Funny (Není to směšné) je třetí píseň z druhého alba J. Lo americké zpěvačky Jennifer López.
Píseň byla později zremixována a znovu vydána jako Ain't It Funny (remix), kde jí vypomohli rappeři Ja Rule a Caddillac Tah.
Originální verze nezaznamenala tak výrazné úspěchy jako ta remixová. K této písni byla vydána i španělská verze nazvaná Que Ironia (Jaká ironie), která vyšla například v Nizozemsku nebo ve Španělsku.

## Hitparádové úspěchy
| Hitparáda (2001) | Umístění |
| ---------------- | -------- |
| Argentina        | 2        |
| Austrálie        | 25       |
| Rakousko         | 16       |
| Belgie           | 8        |
| Nizozemsko       | 2        |
| Francie          | 13       |
| Německo          | 13       |
| Řecko            | 5        |
| Irsko            | 9        |
| Itálie           | 17       |
| Nový Zéland      | 31       |
| Norsko           | 9        |
| Portugalsko      | 10       |
| Švédsko          | 3        |
| Švýcarsko        | 9        |
| Velká Británie   | 3        |

| Prodejnost | Počet     |
| ---------- | --------- |
| Celkem     | 1,200,000 |